# Hololena madera
Hololena madera är en spindelart som beskrevs av Chamberlin och Ivie 1942. Hololena madera ingår i släktet Hololena och familjen trattspindlar. Inga underarter finns listade i Catalogue of Life.